# Botsuana nos Jogos Olímpicos de Verão de 1992
A Botsuana competiu nos Jogos Olímpicos de Verão de 1992 em Barcelona, Espanha. Não conquistou medalhas.

## Resultados por Evento

### Atletismo
5.000 m masculino
- Zachariah Ditetso
  - Eliminatórias — 13:54.88 (→ não avançou)

Maratona masculina
- Benjamin Keleketu — 2:45.57 (→ 83º lugar)